# نص أشكنازي
نُص أشكنازي هي رواية للمهندس والكاتب الفلسطيني عارف الحسيني من ضمن ثلاثية القدس التي شملت رواية كافر سبت، ورواية حرام نسبي صدرت الرواية لأول مرة عام 2024 عن دار الشروق للنشر والتوزيع، وتقع في 156 صفحة. صمم غلاف الرواية الفنان التشكيلي الفلسطيني سليمان منصور. الرواية تسلط الضوء على قضايا الهوية والإنتماء والتراصف الطبقي في المجتمع الإسرائيلي، والصراع مع الفلسطينين في القدس ضمن مستوايته الثقافية والدينية والتاريخية.

## زمن ومكان الرواية
تدور أحداث الرواية في القدس وتركز على بعض الأحياء مثل الشيخ جراح، وتمتد أحداث الرواية من النكسة عام 1967 حيث سيطر الاحتلال الصهيوني على ما تبقى من الأراضي الفلسطينية بعد النكبة، إلى اليوم لتروي حياة المقدسيين تحت الاحتلال الصهيوني لمدة 57 عام وتستمر.

## الشخصيات
- إتسفيكا: الشخصية اليهودية الرئيسية، والتي يقصد فيها الكاتب نُص أشكنازي، وهنا لا يعني يهود أشكيناز، بل أن هذه الشخصية تحمل هوية هجينة وتسعى لإثبات الإنتماء، وهي أحد المستوطنين في حي الشيخ جراح.
- رونيت: شخصية يهودية أخرى، تواجه علاقة متوترة مع إتسفيكا.
- نبيه: يمثل الشخصية الفلسطينية في الرواية، وظهرت في روايات الثلاثية السابقة، وهو رمز للوعي والمقاومة الفلسطينية، يحاول كشف التزيف في الرواية الفلسطينة.
- حورية: شخصية فلسطينية قوية، وتسرد الأحداث بأسلوب ناقد يعكس معاناة الجيل الفلسطيني.
- الخالة رقية: صاحبة البيت الفلسطيني في الشيخ جراح، الذي تم الاستيلاء عليه من قبل المستوطنين، وهي رمز للنكبة.[3]

## حول الرواية
تدور أحداث الرواية حول المستوطنات الإسرائيلية في القدس من وجهة نظر شخصية وهنا يظهر السرد الذاتي للأحداث، حيث أن الشخص الذي يقوم بسرد الرواية هو إتسفيكا وهو الشخصية التي قصد بها الكاتب نُص أشكنازي، والذي يعيش في صراع بين هويته الهجينة وعدم الإنتماء إضافة لعلاقته المعقدة مع رونيت اليهودية الأشكنازية. تبدأ العقدة في الرواية حول المغارة التي تُشكل مفتاح للأحداث والتي ترمز للتزييف والسرقة الصهيونية التاريخية، ثم يظهر نبيه وحورية كشخصيات فلسطينية تحاول كشف هذا التزوير وتسعى لإثبات الحقيقة، وتكشف كيف قام إتسيفكا ورونيت باحتلال بيت الخالة رقية، وتساهم الرواية في إعادة تأويل التاريخ المقدسي خاصة بما يتعلق بمنطقة الشيخ جراح، وكيف تُستخدم الأيديولوجية الصهيونية المتطرفة الدين والأكاذيب لتبرير الاستيلاء على فلسطين وظهر ذلك في جعل المغارة الفلسطينية مكان مقدس لهم.